# گمرک جمهوری اسلامی ایران
گمرک جمهوری اسلامی ایران یک سازمان دولتی زیرمجموعهٔ وزارت امور اقتصادی و دارایی و متولی گمرک در ایران است. این سازمان مسئول جمع‌آوری تعرفه‌ها و کنترل جریان کالاها به داخل و خارج از کشور می‌باشد و به عنوان مرزبان اقتصادی کشور نقش محوری و هماهنگ‌کننده را در مبادی ورودی و خروجی کشور دارد.

## تاریخچه
پس از استقرار مشروطیت، عنوان وزارت از رئیس هیئت مستشاران بلژیکی سلب شد و اداره‌کل گمرک تحت نظارت وزارت دارائی قرار گرفت. اولین تعرفه گمرکی ایران بر اساس وزن و ارزش، در سال ۱۲۸۲ ه‍.ش به وسیلهٔ مستشاران بلژیکی تنظیم گردید و ده سال پس از اجرای آن، درآمدهای گمرکی کشور که در سال ۱۲۷۷ ده میلیون ریال بوده به ۴۷ میلیون ریال ترقی کرد. در سال ۱۲۹۹ ه‍.ش تعرفه دیگری بر اساس وزن و تعداد وضع گردید که از لحاظ واردات، مشتمل بر ۵۲ باب و ۹۴ قسمت جزو و از لحاظ صادرات، مشتمل بر ۱۲ باب بود. حداکثر حقوقی که به موجب این تعرفه دریافت می‌شد در سال ۱۳۰۶ ه‍.ش بالغ بر ۹۰ میلیون ریال بود.
پس از الغای کاپیتولاسیون نخستین قانون تعرفه گمرکی ایران در اردیبهشت ۱۳۰۷ بر اساس حداقل و حداکثر حقوق گمرکی تصویب شد. به موجب آن، دولی که الغای کاپیتولاسیون را به رسمیت شناخته و بالنتیجه به عقد قرارداد بازرگانی با ایران توفیق یافته بودند از تعرفه حداقل استفاده کردند و کالاهایی که از سایر کشورها وارد می‌شد مشمول پرداخت حداکثر حقوق گمرکی گردید.
در سال‌های ۱۳۱۵ و ۱۳۲۰ و ۱۳۲۹ و ۱۳۳۲ و ۱۳۳۴ چندین بار در قانون تعرفه گمرکی ایران تجدید نظر شد و سرانجام با استفاده از تجربیات جامعه ملل سابق و طرحی که برای تعرفه گمرکی تهیه گردیده و در بسیاری از کشورهای جهان مورد استقبال و استفاده قرار گرفته بود، قانون تعرفه گمرکی در دهم تیر ۱۳۳۷ به تصویب مجلس شورای ملی رسید. قانون مزبور مشتمل بر ۳۶ ماده و جدول منضم به آن است که مشتمل بر ۲۱ فصل و ۸۶ بخش و ۹۹۱ نوع کالا است. در این فصول، انواع کالاها به حال ماده اولیه، نیمه‌ساخته و تمام‌شده و آماده به مصرف ذکر شده و با رعایت احتیاجات کشور، تولیدات داخلی، تقویت و حمایت صنایع ملی و قوه خرید و میزان نیازمندی طبقه مصرف‌کننده برای آن‌ها حقوق و عوارض گمرکی وضع گردیده‌است. درآمد اداره گمرک در اولین سال تأسیس (۱۲۷۷ ه‍.ش) جمعاً بالغ بر ده میلیون ریال بود و در سال ۱۳۳۸ ه‍.ش به بیش از ۹ میلیارد ریال معادل با یک سوم بودجه کل کشور رسید. در قبال این درآمد هنگفت، هزینه اداری گمرکخانه در سال ۱۳۳۸ بالغ بر ۲۴۰ میلیون ریال، یعنی کمتر از ۳٪ درآمد مذکور بود.
در سال ۱۳۵۰ قانون امور گمرکی مشتمل بر ۶۰ ماده و ۴۴ تبصره و جداول ضمیمه توسط مجلس شورای ملی تصویب شد و آیین‌نامهٔ اجرایی آن در ۱۳۵۱/۱/۲۰ به تصویب کمیسیون دارایی مجلس شورای ملی رسید.
در سال ۱۳۵۲ با تصویب مجلس، اداره‌کل گمرک به گمرک ایران ارتقا یافت.
قانون امور گمرکی در سال ۱۳۹۰ بازبینی شد و آیین‌نامهٔ اجرایی قانون جدید در ۱۳۹۱/۱۲/۶ به تصویب هیئت وزیران رسید.

## وظایف و اختیارات
- اجرای قانون امور گمرکی و سایر قوانین و مقررات مربوط به واردات، صادرات و عبور (ترانزیت) کالاها
- وصول حقوق ورودی، عوارض گمرکی (تعرفه‌ها) و مالیات‌های مربوطه
- تسهیل تجارت

### سایر وظایف
- بررسی اسناد و انجام تشریفات قانونی ترخیص کالا
- کنترل و نظارت بر عبور کالا از قلمرو کشور
- اجرای قوانین و مقررات مرتبط با بازارچه‌های مرزی، مرزنشینان و پیله‌وران
- اعمال مقررات گمرکی دربارهٔ معافیت‌ها و ممنوعیت‌ها
- اجرای قوانین و مقررات مربوط به تخلفات و قاچاق گمرکی، کالاهای متروکه و ضبط
- فراهم آوردن سامانه‌ها و روش‌های نوین همچون پنجره واحد در فعالیت‌های گمرکی
- جمع‌آوری، تجزیه و تحلیل و انتشار آمار میزان واردات و صادرات کالا
- بررسی و شناخت موانع نظام گمرکی و برنامه‌ریزی در جهت رفع آنها
- نظارت و بازرسی از واحدهای اجرایی گمرکی و کارکنان گمرک
- رسیدگی و حل اختلافات با صاحب کالا و راهبری دعاوی حقوقی و قضایی
- انعقاد تفاهم‌نامه و موافقت‌نامه‌های گمرکی
- عضویت و تعامل فعال با سازمان‌های بین‌المللی
- واگذاری امور غیرحاکمیتی گمرکی به بخش‌های خصوصی و تعاونی (طبق اصل ۴۴)
- استفاده از فناوری‌های نوین و تجهیز اماکن گمرکی به ابزارهای پیشرفته[۱]

## رئیسان کل
رئیس اداره‌کل گمرک
- گراهام: ؟ تا تیر ۱۳۲۳[۱۴]
- منوچهر نیک‌پی: ۲۸ آبان ۱۳۲۵[۱۵] تا ؟
- فروغی‌زاده: ۵ تیر ۱۳۲۹[۱۶] تا ۱۰ فروردین ۱۳۳۰
- سید محمد اخوی: ۱۰ فروردین ۱۳۳۰[۱۷] تا ۹ آذر ۱۳۳۰
- موسی خطاطان: ۹ آذر ۱۳۳۰[۱۸] تا ؟

وزیر گمرکات و انحصارات
- سرلشکر علی‌اکبر ضرغام: ۱۵ فروردین ۱۳۳۶ تا آذر ۱۳۳۸
- موسی خطاطان: آذر ۱۳۳۸ تا ۷ شهریور ۱۳۳۹
- محمدرضی ویشکایی: ۹ شهریور ۱۳۳۹ تا ۱۶ اردیبهشت ۱۳۴۰
- عبدالحسین بهنیا: (سرپرست) اردیبهشت ۱۳۴۰ تا ادغام در وزارت دارایی.

رئیس کل گمرک
- سپهبد اسکندر آزموده: ۱۳۴۷ تا ۱۵ دی ۱۳۵۳
- احمد حجتی: ۱۵ دی ۱۳۵۳[۱۹] تا ؟
- عبدالرحمن صدر: ۱۱ آذر ۱۳۵۷[۲۰] تا اسفند ۱۳۵۷
- سید احمد بهگو: ۲۱ اسفند ۱۳۵۷[۲۱] تا ۱۳۵۸
- سیروس ابراهیم‌زاده: (سرپرست) ۲۸ آبان ۱۳۵۸[۲۲] تا ؟
- محمدابراهیم خواجوی: حدود ۱۳۵۹ و ۱۳۶۰
- هاشم طاهری: ؟ تا ۲۹ دی ۱۳۶۴
- محمود صانعی‌پور: ۲۹ دی ۱۳۶۴[۲۳] تا مهر ۱۳۶۶
- محمود اردکانی: مهر ۱۳۶۶[۲۴] تا ۱۱ شهریور ۱۳۶۸
- مرتضی محمدخان: ۱۱ شهریور ۱۳۶۸ تا ۲ آذر ۱۳۷۲
- عبدالحسین وهاجی: ۲ آذر ۱۳۷۲ تا مهر ۱۳۷۶
- مهدی کرباسیان: مهر ۱۳۷۶ تا ۲۱ مهر ۱۳۸۰
- مسعود کرباسیان: ۲۱ مهر ۱۳۸۰ تا آبان ۱۳۸۴
- محمدهاشم رهبری: آبان ۱۳۸۴ تا ۲۵ خرداد ۱۳۸۷
- اردشیر محمدی: ۲۵ خرداد ۱۳۸۷ تا ۱۵ دی ۱۳۸۹
- عباس معمارنژاد: ۱۵ دی ۱۳۸۹ تا ۱۶ شهریور ۱۳۹۲
- مسعود کرباسیان: ۱۶ شهریور ۱۳۹۲ تا مرداد ۱۳۹۶
- فرود عسگری: (سرپرست) ۳۰ مرداد تا ۲۵ شهریور ۱۳۹۶
- فرود عسگری: ۲۵ شهریور ۱۳۹۶ تا ۱ آذر ۱۳۹۷
- مهدی میراشرفی: ۱ آذر ۱۳۹۷ تا ۲۷ آذر ۱۴۰۰
- علیرضا مقدسی: (سرپرست) ۲۷ آذر ۱۴۰۰ تا ۲۱ دی ۱۴۰۰
- علیرضا مقدسی: ۲۱ دی ۱۴۰۰[۲۵] تا ۱۶ آذر ۱۴۰۱
- محمد رضوانی‌فر: ۱۶ آذر ۱۴۰۱[۲۶] تا ۱۵ آبان ۱۴۰۳
- فرود عسگری: (سرپرست) ۱۵ آبان تا ۴ آذر ۱۴۰۳[۲۷]
- فرود عسگری: ۴ آذر ۱۴۰۳ تاکنون‌